# 가이하투

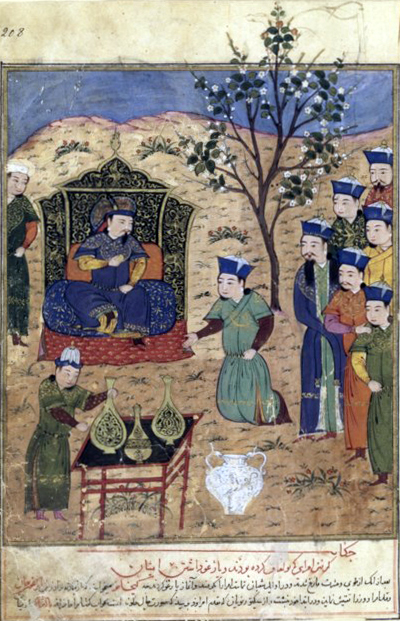

가이하투(Gaykhatu, ? ~ 1295년)는 일 한국의 제 5대 칸(재위: 1291년 ~ 1295년)이다.
그는 술과 여자 그리고 도박에 찌들어 결국 타가차르가 이끄는 집단에 의해 암살당했고, 바이두가 뒤를 이어 즉위되었다.

## 이름
그의 본명은 이린텐 도르지（Irinčin-Dorǰi > Irīnǧīn Durǧī）이지만、『집사』 등 페르시아어 사료에서는 대부분의 경우 كيخاتو（Kyḫatw）라는 이름으로 표기되고 있다. 이 كيخاتو는 관례적으로는 가이하투（Gayḫātū）로 읽으며、「신적인 위엄/경이롭고 기이함」을 의미하는 몽골어 qayiqa가 전와된 것으로 여겨져 왔다.
그러나 근년의 연구 진전으로 「كيخاتو」라는 이름의 독법에 대한 새로운 설이 나오게 된다. 마쓰이 다이(松井太) 등의 연구자들은（1）같은 시대의 몽골어 사료 속에서 동사로써 γayiqa-라는 형태는 있어도 명사로써의 qayiqatu 또는 qayiqa라는 용법이 존재하지 않는다는 점,（2）위구르 문자의 Q（ᠬ）는 아라비아 문자에서는 대부분의 경우 K/G（گ/ک）아니면 Q/Ġ/Ḫ（خ/غ/ق）로 표기된다는 점,（3）몽골 왕족의 이름의 아라비아 문자 표기 ・ 위구르 문자 표기를 병기한 자료 『오족보』(五族譜)에서는 كيخاتو를 위구르 문자로 Kyq’dw라고 표기하고 있어、 Kiqatu/Giqat라는 독법이 제시되고 있는 점,（4）「كيخاتو」라는 독법을 Kiqatu라고 할 경우 『동방견문록』에 보이는 Chiato 등의 표기와 들어맞는다는 점, 등으로 하여 가이하투（Gayḫātū）가 아니라 키하트（Kiqatu）라는 표기를 사용하게 되어 있다.

## 생애

### 즉위에 이르기까지
숙부 테그데르가 즉위한 1283년 초봄에 형 아르군이 카라우나스 만인대와 함께 주둔하고 있던 겨울 숙영지인 그다드에서 봉기하자 종제 바이두 등과 함께 이를 따랐다. 아르군은 아버지 아바카가 영유하고 있던 호라산 지방으로의 입부(入府)를 구실로 이란 고원으로 출발하였다. 라이 등 여러 도시에서 독자적으로 재무관료 등을 임명해 군자금 징발을 행하기 시작하면서, 타그리즈 테그데르와의 대립은 피할 수 없게 되었다. 1284년 1월 18일 아르군을 옹호하던 숙부 콘쿨타이(테그데르의 동생)가 테그데르의 필두 부장 아리나크에게 잡혀 죽는 사건이 벌어지고, 아르군 휘하의 여러 무장들이나 관료들도 타브리즈로 연행되었다. 가이하투는 이때 다행히 호라산으로 달아나는 데 성공한다.
1284년 8월 11일 아르군이 즉위하고 왕족들에게 각지에 소유한 영지의 통치권을 임명하는데, 이때 가이하투는 룸 셀주크 왕조의 아나톨리아 방면에 임명되었다.
1291년 1월 19일 아르군이 겨울 숙영지가 있던 아스란(지금의 아제르바이잔 공화국)에서 병으로 사망했다. 아르군 휘하에 있던 여러 무장들인 국내 각지의 왕족들에게 이 부보를 전하고자 사자를 파견하였는데, 아바카 가문의 친위군이었던 카라우나스 만인대의 대장 타가차르는 호라산을 영유한 부장 노우르즈 휘하의 카라우나스 군과 대립하고 있던 아르군의 적자 가잔의 즉위를 경계하고 있었다. 때문에 아나톨리아(룸) 지방의 가이하투를 추대하기로 계획하고 사자를 보냈는데, 아나톨리아 지방의 세력이 권력을 쥐는 것을 두려워한 아르군의 장군들은 바그다드 방면에 있던 바이두를 추대하기로 결정한다. 이 소식을 들은 가이하투는 격노하였으나 바이두는 자신이 연장자가 아니며 가이하투가 보복할 것을 두려워하여 장군들의 권고를 고사하였다. 아르군의 정실 부인인 우르크 하툰(울제이투의 생모)이 가이하투의 즉위에 찬성한다는 뜻을 비치면서, 5월에 가이하투의 군주 계승이 거의 확고해졌다.
그리하여 1291년 7월 23일 반호 서부의 아흐라트 근교에서 처음으로 즉위가 이루어졌다.

### 교초의 발행
가이하투는 서아시아에서 최초로 지폐의 발행을 행한 것으로 유명하다. 이는 대원 울루스의 교초(중통원보교초中統元寶交鈔 등)를 모방한 것으로 당시에는 챠우 چاو chāw （챠브chāv 、초의 음사)로 불렸다. 그러나 이는 가이하투 자신의 방탕한 생활에 따른 낭비로 국고가 악화된 상태에서 긴급 경제 대택으로써 행해진 것으로, 지폐의 발행은 오히려 물가 상승 등 경제 혼란을 초래, 겨우 2년 만에 무효화되었고 이는 가이하투 자신의 권위까지 실추시키고야 만다.

### 비참한 최후
라시드 웃딘의 『집사』 등에 따르면, 만년에 가이하투는 술자리에서 취한 나머지 휘하의 장군 바이두를 때렸고, 이 일로 둘 사이는 급격히 악화되었다고 한다. 가이하투는 후회하고 사과했지만, 바이두는 자리를 박차고 나가버린 뒤 모술에 주재하던 사령관을 죽이고 바그다드 등 이라크 남부의 여러 도시들의 지배권을 빼앗아, 양자의 대립은 본격적인 분쟁으로까지 퍼진다.
가이하투의 필두 부장 아크부카 등은 바이두에게 대항하기 위해 이란 북서부 일대의 제장들의 포섭을 계획하였으나, 아르군의 필두 부장이었던 타가차르는 바그다드 등지에서 자신의 권익을 지키려 바이두측을 지지하는 움직임을 보였고, 아크부카 휘하 군사들마저 타가차르를 지지하는 쪽으로 돌아서버리는 상황에 빠지고 만다.
가이하투는 아크부카의 권고를 따라 오르두가 있던 아스란 지방에서 재기를 도모하였으나, 오르두에 도착할 사이도 없이 쿤차크발, 도라다이 등 바이두파 장군들에게 오르두를 습격당해 가이하투는 결국 구금된다. 바이두파 장군들은 목숨을 구걸하는 가이하투를 욕하면서 활줄로 그의 종자 세 명과 함께 목을 졸라 죽였다고 한다. 1295년 3월 24일의 일이었다.
이란 북서부의 몽골 무장들은 쿠가라 강과 차가투 강이 합류하는 지점에 결집, 바이두 추대를 위한 사자를 보내어 4월에는 하마단에서 바이두가 즉위하게 된다.
| 전임 아르군 칸 | 제5대 일한국의 칸 1291년~1295년 | 후임 바이두 칸 |